# Stadion im. Asima Ferhatovicia Hasego

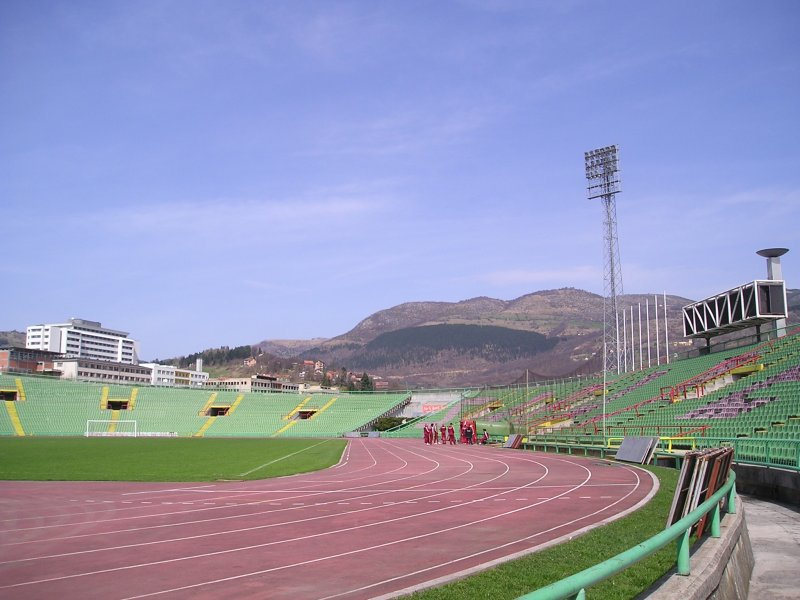
Współczesne wnętrze stadionu

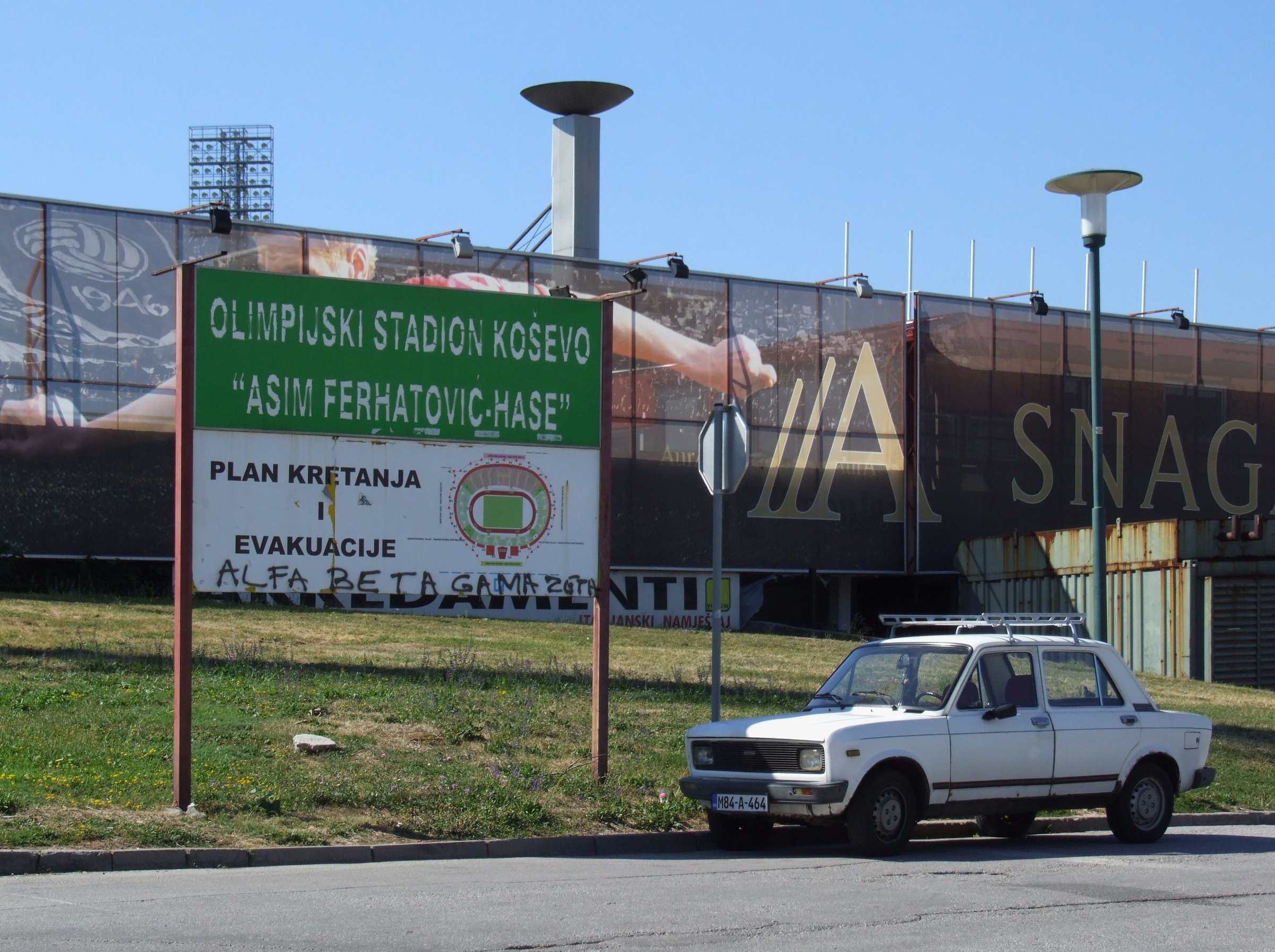
Tablica przed stadionem, w tle znicz olimpijski (2012)

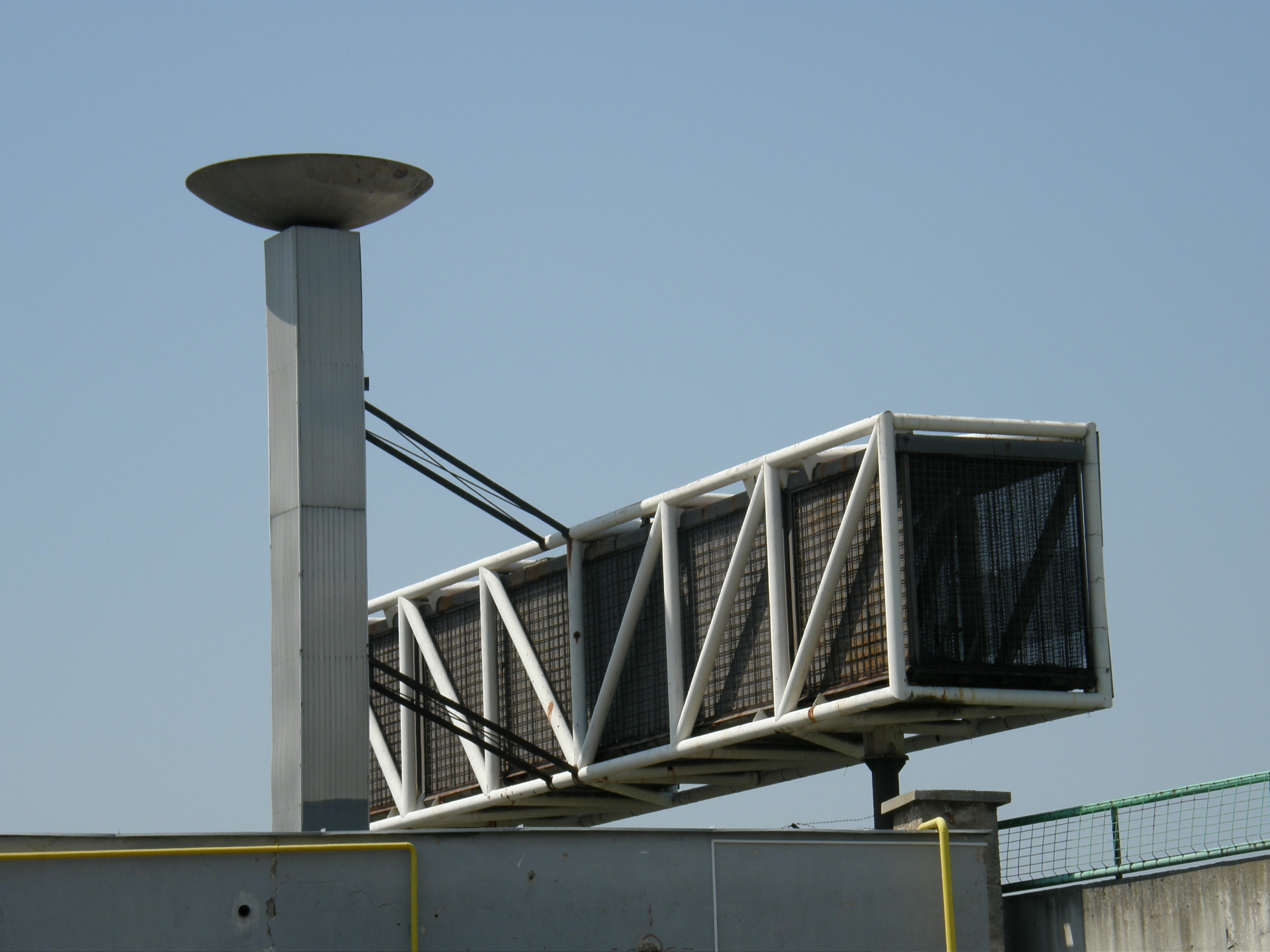
Znicz olimpijski nad stadionem (2009)

Stadion im. Asima Ferhatovicia Hasego (boś. Stadion "Asim Ferhatović Hase"), do lipca 2004 pod nazwą Olimpijski Stadion Koševo – wielofunkcyjny stadion sportowy (piłkarsko-lekkoatletyczny), zlokalizowany na północnych obrzeżach śródmieścia Sarajewa, stolicy Bośni i Hercegowiny. W sąsiedztwie obiektu znajduje się hala olimpijska im. Juana Antonio Samarancha. W 1984 pełnił rolę stadionu olimpijskiego podczas zimowych igrzysk olimpijskich.

## Historia

### Budowa i pierwsze lata użytkowania
Prace budowlane rozpoczęto w 1946 r. Obiekt został zlokalizowany na wzgórzu i wkomponowany w naturalne otoczenie. W 1950 r. stadion zyskał bieżnię lekkoatletyczną, a w 1954 r. odbył się tutaj pierwszy międzypaństwowy mecz piłkarski pomiędzy Jugosławią i Turcją. Przed lekkoatletycznymi mistrzostwami Bałkanów, które Sarajewo gościło w 1966 r., obiekt doczekał się nowego budynku administracyjnego oraz szatni i restauracji. W tym samym czasie zainstalowano także nowoczesną tablicę wyników.

### Zimowe Igrzyska Olimpijskie 1984
18 maja 1978 w Atenach Międzynarodowy Komitet Olimpijski wybrał na gospodarza zimowych igrzysk olimpijskich Sarajewo. 7 lutego 1984 roku na stadionie odbyła się ceremonia otwarcia XIV Zimowych Igrzysk Olimpijskich. Obiekt został przed tym wydarzeniem gruntownie odnowiony i rozbudowany. Koszt modernizacji wyniósł 131 milionów dolarów. W uroczystościach otwarcia brało udział blisko 75 000 osób. Nad wschodnią trybuną ulokowano znicz olimpijski, który został zapalony przez chorwacką łyżwiarkę Sandę Dubravčić.

### Lata 90. XX wieku
Na początku lat 90. XX wieku Bałkany zostały ogarnięte wojną. Wojna w Bośni, trwająca w latach 1992–1995, zamieniła nowoczesny stadion w ruinę. Zlokalizowany w sąsiedztwie obiektu stadion treningowy został zamieniony na cmentarz. Główny stadion po zakończeniu działań wojennych został odbudowany dzięki wsparciu międzynarodowemu. 9 września 1996 odbył się tutaj Mityng Solidarności z Bośnią i Hercegowiną 1996 – pierwsze wydarzenie sportowe w Sarajewie po zakończeniu oblężenia. 23 września 1997 U2 jako pierwszy zagraniczny zespół wystąpił w Sarajewie po zakończeniu oblężenia miasta. Koncert obejrzało wówczas 50 000 widzów.

### Od 2000 roku
W lipcu 2004 stadion zyskał patrona - został nim znany bośniacki piłkarz Asim Ferhatović. Na stadionie swoje mecze międzynarodowe rozgrywa reprezentacja Bośni i Hercegowiny. W 2009 r. obiekt gościł zawodników startujących w III lidze drużynowych mistrzostw Europy w lekkoatletyce.

## Koncerty
Stadion Koševo był wielokrotnie areną koncertów popularnych wykonawców.
| Wykonawca      | Data             | Uwagi        |
| -------------- | ---------------- | ------------ |
| Zdravko Čolić  | 7 września 1978  |              |
| U2             | 23 września 1997 | PopMart Tour |
| Dino Merlin    | 31 lipca 2000    |              |
| Dino Merlin    | 31 lipca 2004    |              |
| Bijelo dugme   | 15 maja 2005     |              |
| Haris Džinović | 23 czerwca 2007  |              |
| Dino Merlin    | 19 lipca 2008    |              |
| Hari Mata Hari | 10 sierpnia 2009 |              |